# Attaque Team Gusto
L'equip Attaque Team Gusto és un equip ciclista professional eslovè, d'origen taiwanès, de categoria continental. Competeix als circuits continentals de ciclisme, especialment a l'UCI Àsia Tour.

## Principals resultats
- Tour de Tailàndia: Ben Hill (2016)
- Tour de Tochigi: Ben Hill (2017)

### A les grans voltes
- Giro d'Itàlia
  - 0 participacions
- Tour de França
  - 0 participacions
- Volta a Espanya
  - 0 participacions

## Classificacions UCI
A partir del 2014, l'equip participa en els Circuits continentals de ciclisme. La taula presenta les classificacions de l'equip al circuit, així com el millor ciclista individual.
UCI Àsia Tour
| Temporada | Classificació per equips | Millor ciclista en la classificació individual |
| --------- | ------------------------ | ---------------------------------------------- |
| 2014      | 56è                      | Chun Kai Feng (160è)                           |
| 2015      | 37è                      | Thomas Rabou (96è)                             |
| 2016      | 30è                      | Cameron Bayly (108è)                           |
| 2017      | 28è                      | Ben Hill (45è)                                 |

UCI Europa Tour
| Temporada | Classificació per equips | Millor ciclista en la classificació individual |
| --------- | ------------------------ | ---------------------------------------------- |
| 2016      | 108è                     | Ben Hill (703è)                                |

UCI Oceania Tour
| Temporada | Classificació per equips | Millor ciclista en la classificació individual |
| --------- | ------------------------ | ---------------------------------------------- |
| 2017      | 16è                      | Ben Hill (68è)                                 |